# Gardiners Creek
Der Gardiners Creek (ursprünglich:  Kooyongkoot Creek) ist ein Bach im Süden des australischen Bundesstaates Victoria. Er verläuft durch die östlichen Stadtteile von Melbourne und mündet in den Yarra River.
An einigen wenigen Stellen an seinen Ufern gibt es noch ursprünglichen Auwald, größtenteils verläuft er aber durch verstädtertes Gebiet und so wurde der Bach in der gleichen Weise reguliert wie andere Bäche im Stadtgebiet, z. B. der Mullum Mullum Creek oder der Koonung Creek. Der Gardiners Creek Trail folgt dem Bachlauf auf fast der gesamten Länge.

## Namensherkunft
Der Bach hieß ursprünglich Kooyongkoot. Dies ist ein Wort aus der Woiwurrung-Sprache des Aboriginesstammes der Wurundjeri-Baluk, das man mit ‚Aufenthaltsort der Wasservögel’ übersetzen kann. Seinen derzeitigen Namen erhielt der Bach zu Ehren des früheren Bankers John Gardiner aus Melbourne, der sich 1836 an der Mündung des Kooyongkoot Creek in den Yarra River niederließ.

## Geographie

### Lauf
Der Gardiners Creek ist 17 km lang. 
Der Bach entspringt im Vorort Blackburn, wo sich viele kleine Bäche und Rinnsale in den Blackburn Lake ergießen. Dann fließt er südwärts durch Box Hill South und Burwood nach Ashwood. Etwa an der Mündung des Scotchmans Creek in Malvern East wendet er seinen Lauf nach Nordwesten und fließt durch Ashburton, Glen Iris, Malvern und Kooyong, um in Hawthorne in den Yarra River zu münden.

### Nebenflüsse
- Bach ohne Namen durch Blackburn/Forest Hill
- Bach ohne Namen durch die Wurundjeri Wetlands
- Damper Creek
- Bach ohne Namen durch Ashwood/Mount Waverley

Murrumbeena Creek
- Scotchmans Creek

Hercules Creek
- Back Creek

### Parks
Etliche Parks liegen an den Ufern des Gardiners Creek: 
| - Blackburn Lake Sanctuary (Blackburn) - Blackburn Creeklands Reserve (Blackburn) - Furness Park (Blackburn) - Kalang Park (Blackburn) - Blacks Walk (Blackburn) - R.H.L. Sparks Reserve (Bach verläuft unterirdisch in einem Rohr) (Box Hill) - Wembley Park (Box Hill South) - Box Hill Golf Club (Box Hill South) - Gardiners Creek Reserve (Burwood) - Local History Park (Burwood) - Gardiners Reserve (Burwood) - Ashwood Reserve (Ashwood) - Markham Reserve (Ashburton) - Malvern Valley Public Golf Course (Malvern East) - Darling Park (Malvern East) - Dorothy Laver Reserve (Glen Iris) | - Dorothy Laver Reserve West (Glen Iris) - Glen Iris Wetlands (Glen Iris) - Glen Iris Park (Glen Iris) - Muswell Bend Park (Glen Iris) - Glenburn Bend Park (Glen Iris) - Nettleton Park Reserve (Glen Iris) - Kyarra Park (seit Bau des Freeways geteilt) (Glen Iris) - Howard Dawson Reserve (Glen Iris) - Burke Road South Reserve (Glen Iris) - Gardiner Park (seit Bau des Freeways geteilt) (Gardiner) - Tooronga Park (seit Bau des Freeways geteilt) (Malvern) - Patterson Reserve (Hawthorn) - H. A. Smith Reserve (seit Bau des Freeways geteilt) (Hawthorn) - Kooyong Park (Kooyong) - Kooyong Stadium (Kooyong) |

## Verkehr
Der Gardiners Creek Trail, ein kombinierter Fuß- und Radweg, folgt im Allgemeinen dem Lauf des Gardiners Creek von Blackburn bis zum Yarra River, wo ihn eine Brücke über den Fluss mit dem Main Yarra Trail verbindet.
Der Monash Freeway / Citylink folgt dem Tal des Gardiners Creek von Malvern East bis zum Yarra River.

### Brücken
in Flussrichtung:
| - Central Road - Lake Road & Wier (Blackburn Lake) - Jeffery Street - Blackburn Road - Main Street - Blackburn Creeklands Footbridges - Pakenham Street - Middleborough Road - Canterbury Road - Station Street - Burwood Highway - Highbury Road - High Street Road | - Warrigal Road - Winton Road - Darling Park Footbridge - Dunlop Street - Glen Iris Park Footbridge - High Street - Nettleton Park Footbridge - Great Valley Road - Burke Road - Tooronga Road - Toorak Road - Monash Freeway/CityLink - Glenferrie Road |